# Sigurd Bernholm
Gustaf Sigurd Bernholm, född 28 december 1890 i Västerfärnebo, Västmanland, död 21 maj 1969 i Lerdal, Rättvik, Dalarna, var en svensk konstnär.
Han var son till köpmannen J. Oskar Bernholm och Vilhelmina Karlsson och från 1928 gift med Anna Nita Carlson. Bernholm växte upp i Gävle där han studerade vid tekniska skolan. Han började studera måleri efter att han träffat Helmer Osslund som gav honom de grundläggande kunskaperna i målning. Därefter studerade han vid olika målarskolor i Stockholm fram till 1917. Han genomförde studieresor till Norge, Danmark, Tyskland, Frankrike och Italien. Han debuterade i en utställning på Nya konstgalleriet i Stockholm 1915 och medverkade därefter i talrika utställningar i Stockholm och på landsorten. Han byggde konstnärshemmet Märgården på Lerdalshöjden i Rättvik. Hans konst består av en vid motivkrets med bland annat blomsterstilleben, stadsbilder och mariner från Italien samt miljö- och landskapsbilder från Dalarna. Bernholm är representerad vid Gävle museum, Dalarnas museum och Linköpings museum.